# Yang Kun-Pi
Yang Kun-Pi (Changhua, 11 de agosto de 1998) es un deportista taiwanés que compite en tiro, en la modalidad de tiro al plato. Ganó una medalla de bronce en el Campeonato Mundial de Tiro al Plato de 2022, en la prueba de foso.

## Palmarés internacional
| Campeonato Mundial | Campeonato Mundial | Campeonato Mundial | Campeonato Mundial |
| Año                | Lugar              | Medalla            | Prueba             |
| ------------------ | ------------------ | ------------------ | ------------------ |
| 2022               | Osijek (Croacia)   | Medalla de bronce  | Foso individual    |